# 북마리아나 제도
북마리아나 제도, 공식 명칭 북마리아나 제도 연방(영어: Commonwealth of the Northern Mariana Islands (CNMI), 차모로어: Sankattan Siha Na Islas Mariånas, 캐롤라인어: Commonwealth Téél Falúw kka Efáng llól Marianas)은 태평양 북서부에 있는 14개의 섬으로 이루어진 미국의 속령(자치령)이다. CNMI는 마리아나 제도의 북단 14개 섬을 포함하며, 최남단 섬인 괌은 별도의 미국 속령(자치령)이다. 북마리아나 제도는 1990년까지 유엔에 의해 통치권이 없는 비자치 영토로 등록되어 있었다.
미국 내무부에 따르면 북마리아나 제도는 183.5 제곱마일 (475.26 km2)의 면적을 가지고 있다. 2020년 미국 인구 조사에 따르면 당시 CNMI에는 47,329명이 살고 있었다. 인구의 대다수는 사이판, 티니언, 로타에 거주한다. 이 3개 섬들을 제외한 다른 섬에는 사람이 거의 거주하지 않는다. 이들 중 가장 주목할만한 것은 파간으로, 수세기에 걸쳐 여러 가지 이유로 인구가 크게 증가했지만 이전에는 수천 명에 달하는 주민이 거주했다.
행정 중심지는 사이판 북서부의 마을인 캐피틀힐이다.

## 역사

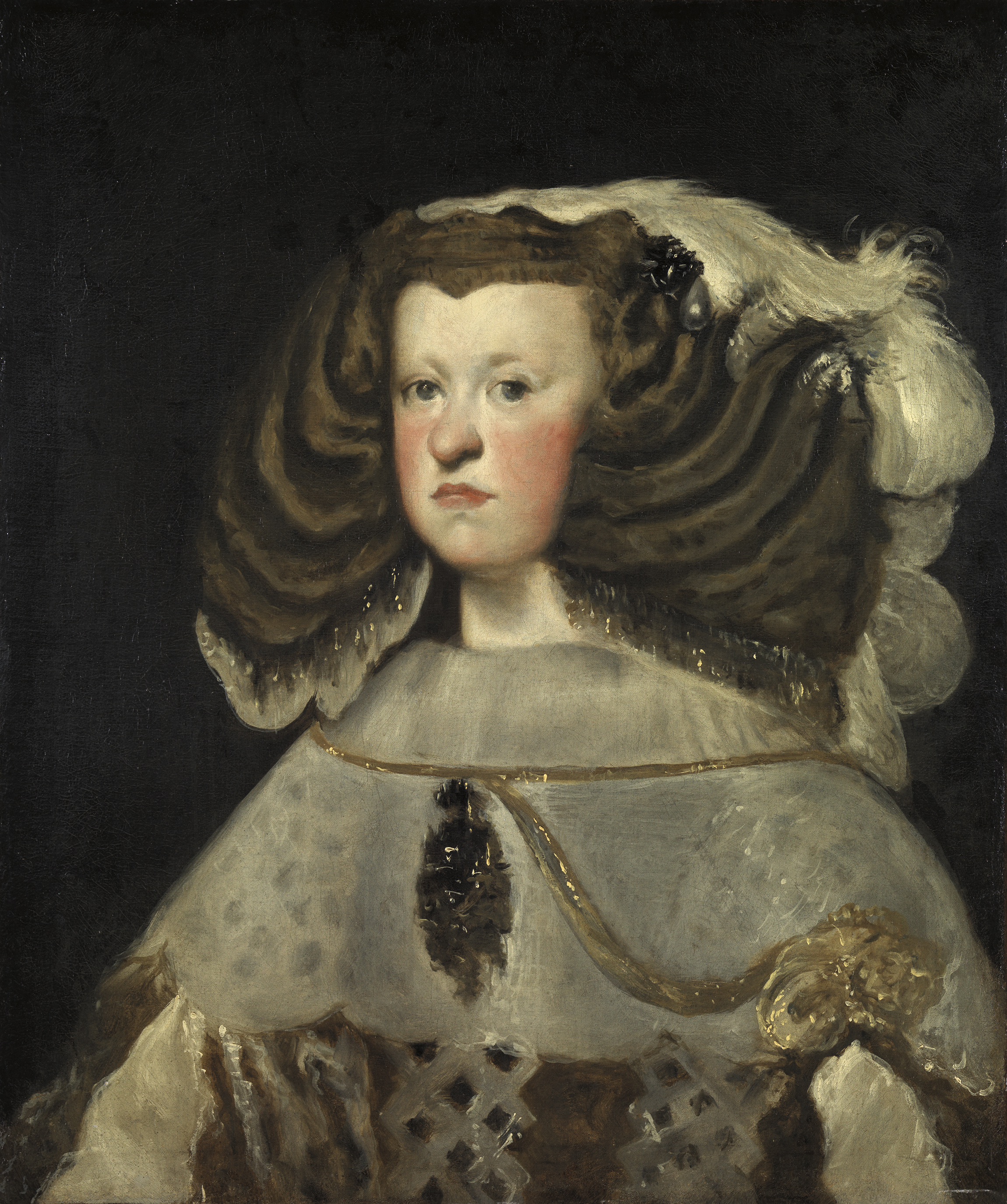
오스트리아의 마리아나. 이름을 따온 인물.

지금의 북마리아나 제도에는 기원전 21세기경부터 인도네시아에 살던 사람들이 건너와 살았다. 그 후, 포르투갈인 항해사 페르디난드 마젤란이 세계일주 중에 1521년 이 섬 근처의 괌에 도착했다. 그리고 점차 식민지화되어 1565년에는 미겔 로페스 데 레가스피 장군이 괌과 북마리아나 제도를 스페인의 식민지라고 주장했다.
1668년 이곳에 처음 가톨릭을 전한 산 비토레스 신부의 도착과 함께 스페인의 본격적인 식민 지배가 개시되었고 마리아나 제도는 멕시코와 필리핀을 잇는 스페인의 중요한 무역로 역할을 했다. 그러나 1898년 미국-스페인 전쟁에서 패한 스페인은 독일 제국에 이 곳을 매도하여, 제1차 세계 대전까지 독일 제국의 식민지로 남았다.
제1차 세계 대전 당시 독일 제국과 싸운 일본 제국이 이 섬을 점령하였다. 그 뒤 국제 연맹은 이 섬을 일본의 위임통치령으로 승인하였다. 섬의 이름도 모두 일본어였다. 제2차 세계 대전에서 일본은 1944년에 미국에게 이 섬을 빼앗겼고, 종전 후 미국이 점령하게 되었다. 1979년부터는 자치령이 되었다. 2009년도에는 미연방에 정식 편입되어 자치주가 되었다.

## 지리
북마리아나 제도는 16개의 화산섬으로 이루어져 있고, 이 지역 근처의 해안선은 사이판과 마나가하섬을 포함하여 대부분 산호초로 되어 있다. 이 열도의 최고점은 아그리한섬의 965m이고, 마우그세섬은 침강하여 화구벽(火口壁)의 세 봉우리가 안에 석호(潟湖)를 에워싼 모양이 되었다. 전지역에서 사탕수수·코프라가 산출되며, 1960년대부터 티니언섬 등에서 젖소도 방목한다.

### 반자이 절벽
반자이 절벽은 북마리아나 제도의 관광명소로 1944년 7월 7일, 제2차 세계대전중 일본군은 자살공격으로 전멸당하고, 미군의 제지에도 불구하고 노인과 부녀자 1,000여 명이 80m 높이의 절벽에서 몸을 날려 자살한 곳이다. 이 이름은 그들이 모두 '덴노헤이카 반자이(천황폐하만세)'를 외치며 죽었다는 데서 붙여진 이름이다.

## 인구
| 인구조사 | 인구   | Note | %±     |
| -------- | ------ | ---- | ------ |
| 1960년   | 8,286  |      | —      |
| 1970년   | 9,436  |      | 13.9%  |
| 1980년   | 16,780 |      | 77.8%  |
| 1990년   | 43,345 |      | 158.3% |
| 2000년   | 69,221 |      | 59.7%  |
| 2010년   | 53,883 |      | −22.2% |
| 2020년   | 47,329 |      | −12.2% |

## 기후
| 사이판 국제공항의 기후                                           | 사이판 국제공항의 기후 | 사이판 국제공항의 기후 | 사이판 국제공항의 기후 | 사이판 국제공항의 기후 | 사이판 국제공항의 기후 | 사이판 국제공항의 기후 | 사이판 국제공항의 기후 | 사이판 국제공항의 기후 | 사이판 국제공항의 기후 | 사이판 국제공항의 기후 | 사이판 국제공항의 기후 | 사이판 국제공항의 기후 | 사이판 국제공항의 기후 |
| 월                                                               | 1월                    | 2월                    | 3월                    | 4월                    | 5월                    | 6월                    | 7월                    | 8월                    | 9월                    | 10월                   | 11월                   | 12월                   | 연간                   |
| ---------------------------------------------------------------- | ---------------------- | ---------------------- | ---------------------- | ---------------------- | ---------------------- | ---------------------- | ---------------------- | ---------------------- | ---------------------- | ---------------------- | ---------------------- | ---------------------- | ---------------------- |
| 역대 최고 기온 °C (°F)                                           | 32 (89)                | 32 (90)                | 33 (91)                | 34 (93)                | 36 (96)                | 34 (94)                | 37 (99)                | 35 (95)                | 34 (94)                | 33 (92)                | 33 (92)                | 32 (90)                | 37 (99)                |
| 일평균 최고 기온 °C (°F)                                         | 28.9 (84.1)            | 28.9 (84.0)            | 29.4 (84.9)            | 30.6 (87.1)            | 31.2 (88.2)            | 31.3 (88.4)            | 31.0 (87.8)            | 30.7 (87.2)            | 30.7 (87.2)            | 30.3 (86.6)            | 30.3 (86.5)            | 29.8 (85.7)            | 30.3 (86.5)            |
| 일일 평균 기온 °C (°F)                                           | 26.4 (79.5)            | 26.2 (79.1)            | 26.7 (80.0)            | 27.8 (82.0)            | 28.4 (83.1)            | 28.6 (83.4)            | 28.3 (82.9)            | 28.0 (82.4)            | 27.9 (82.2)            | 27.7 (81.8)            | 27.7 (81.9)            | 27.2 (81.0)            | 27.6 (81.6)            |
| 일평균 최저 기온 °C (°F)                                         | 23.8 (74.8)            | 23.4 (74.1)            | 24.0 (75.2)            | 24.9 (76.9)            | 25.6 (78.0)            | 25.8 (78.5)            | 25.6 (78.1)            | 25.3 (77.5)            | 25.1 (77.2)            | 25.1 (77.1)            | 25.2 (77.3)            | 24.7 (76.4)            | 24.9 (76.8)            |
| 역대 최저 기온 °C (°F)                                           | 21 (70)                | 21 (69)                | 21 (69)                | 21 (70)                | 23 (73)                | 22 (72)                | 22 (71)                | 21 (69)                | 22 (72)                | 21 (69)                | 21 (69)                | 21 (69)                | 21 (69)                |
| 평균 강우량 mm (인치)                                            | 93 (3.65)              | 64 (2.50)              | 50 (1.96)              | 70 (2.75)              | 79 (3.12)              | 108 (4.24)             | 189 (7.43)             | 327 (12.86)            | 290 (11.42)            | 272 (10.72)            | 132 (5.21)             | 96 (3.78)              | 1,769 (69.64)          |
| 평균 강우일수 (≥ 0.01 인치)                                      | 17.4                   | 15.3                   | 14.2                   | 16.4                   | 17.9                   | 20.2                   | 24.3                   | 23.9                   | 23.3                   | 24.5                   | 20.7                   | 18.9                   | 237.0                  |
| 출처: 미국 해양대기청 (평년값: 1991년~2020년, 극값: 2000년~현재) |                        |                        |                        |                        |                        |                        |                        |                        |                        |                        |                        |                        |                        |

## 사회
북마리아나 제도에 사는 주민들은 주로 차모로족과 캐롤라인족이며, 이민이 활발해 지면서 미국계 백인과 흑인도 종종 눈에 띈다. 종교는 스페인의 영향으로 로마 가톨릭 신도가 대부분 64.1%을 차지하고, 미국의 영향으로 개신교 신도는 16% 분포하고 불교는 10%가 분포한다.
공용어는 영어, 차모로어, 캐롤라인어를 사용하며 관광지에서는 타갈로그어, 일본어, 한국어, 스페인어도 종종 사용된다. 관광 산업이 발달하여 많은 거래가 주로 관광산업을 통해 이루어진다. 그외에 섬유산업도 발달하였다.

## 문화
마리아나 제도의 차모로 문화의 대부분은 스페인 시대와 독일인 및 일본인의 영향을 크게 받았다.

### 음식
많은 차모로 요리는 다양한 문화의 영향을 받는다. 외국에서 인기있는 식품의 예로 스페인에서 처음 소개된 다양한 종류의 감미로우면서도 짭짤한 엠파나다(empanada)와 필리핀의 국수 접시인 췌장(pancit)이 있다. 고고 학적 증거에 따르면 쌀은 선사 시대부터 마리아나에서 재배되고 있다. 또한 아초티로 만든 빨간 쌀은 차모로 요리와 다른 태평양 제도의 요리를 강하게 구별하는 중요한 식량이다.

### 스포츠 문화
북마리아나 제도의 축구팀은 FIFA에 가입하지 않았고, 공식적인 자국의 축구리그는 없다. 미국의 영향으로 농구와 야구, 미식축구 등의 미국식 스포츠가 발달했다. 일본령이던 시절에는 가라테, 유도, 스모, 검도 등 일본식 스포츠가 인기를 끌었다. 이 나라는 퍼시픽 게임에 참여했으며 야구 금메달도 1개 땄다.

## 같이 보기
- 반자이 절벽
- 사이판 전투
- 노스필드(영어판) - 일본 히로시마와 나가사키에 투하한 원자폭탄 리틀보이와 팻맨을 탑재한 에놀라게이 B-29폭격기가 이륙한 노스필드 비행장